# Atrichobrunettia triangularis
Atrichobrunettia triangularis är en tvåvingeart som beskrevs av Freddy Bravo 2007. Atrichobrunettia triangularis ingår i släktet Atrichobrunettia och familjen fjärilsmyggor. Inga underarter finns listade i Catalogue of Life.